# Třída Argonauta
Třída Argonauta byla třída pobřežních ponorek italského královského námořnictva. Celkem bylo postaveno sedm jednotek této třídy. Ve službě v italském námořnictvu byly v letech 1932–1948. Účastnily se bojů druhé světové války. Ve válce jich bylo šest ztraceno.

## Stavba
Ponorky představovaly první z pěti skupin italských 600tunových pobřežních ponorek. Ty byly díky nižší ceně stavěny ve větších počtech a jejich menší rozměry se hodily v mělkých průzračných vodách Středozemního moře. Oproti větším italským třídám byly jen mírně pomalejší a měly o dva torpédomety slabší výzbroj. Celkem bylo postaveno sedm ponorek této třídy. Do jejich stavby se zapojily italské loděnice Cantieri Riuniti dell'Adriatico (CRDA) v Monfalcone, Tosi v Tarentu a OTO v Muggiano. Do služby byly přijaty v letech 1932–1933.
Jednotky třídy Argonauta:
| Jméno                  | Loděnice | Založení kýlu | Spuštěna          | Vstup do služby | Poznámky                                                                         |
| ---------------------- | -------- | ------------- | ----------------- | --------------- | -------------------------------------------------------------------------------- |
| Argonauta              | CRDA     | 1929          | 19. ledna 1931    | leden 1932      | Dne 28. června 1940 poblíž Sicílie potopena britským letectvem.                  |
| Fisalia                | CRDA     | 1929          | 2. května 1931    | červen 1932     | Dne 28. září 1941 poblíž přístavu Haifa potopena britskou korvetou HMS Hyacinth. |
| Jalea                  | OTO      | 1930          | 15. června 1932   | březen 1933     | Vyřazena 1948.                                                                   |
| Jantina                | OTO      | 1930          | 16. května 1932   | březen 1933     | Dne 5. července 1941 v Egejském moři potopena britskou ponorkou HMS Torbay.      |
| Medusa                 | CRDA     | 1929          | 10. prosince 1931 | září 1932       | Dne 30. ledna 1942 v Jaderském moři potopena britskou ponorkou HMS Thorn.        |
| Salpa                  | Tosi     | 1930          | 8. května 1932    | prosinec 1932   | Dne 27. června 1941 ve Středomoří potopena britskou ponorkou HMS Triumph.        |
| Serpente (ex Nautilus) | Tosi     | 1930          | 28. února 1932    | listopad 1932   | Dne 12. září 1943 (po italské kapitulaci) v Anconě potopena vlastní posádkou.    |

## Konstrukce
Nesly čtyři příďové a dva záďové 533mm torpédomety se zásobou 12 torpéd. Dále nesly jeden 102mm kanón a dva 13,2mm kulomety. Pohonný systém tvořily dva diesely CRDA (Jalea, Jantina měly diesely Fiat, Salpa a Serpente měly diesely Tosi) o výkonu 1200 bhp a dva elektromotory CRDA (Salpa a Serpente měly elektromotory Marelli) o výkonu 800 bhp, pohánějící dva lodní šrouby. Nejvyšší rychlost dosahovala 14 uzlů na hladině a 8 uzlů pod hladinou. Dosah byl 5000 námořních mil při rychlosti 8 uzlů na hladině a 74 námořních mil při rychlosti 4 uzly pod hladinou. Operační hloubka ponoru dosahovala 80 metrů.

### Modifikace
Medusa a Serpente za války dostaly menší velitelskou věž.